# Circuito da Base Aérea de Diepholz
O Circuito da Base Aérea de Diepholz foi um circuito montado na pista da Base aérea de Diepholz, na cidade de Diepholz, na Alemanha. Possuía 2.720 km de extensão e 12 curvas.
Foi aberto em 1968 por um clube de automobilismo local, numa época em que a Alemanha sofria com a falta de autódromos permanentes, sediando uma etapa da DARM. Além dela, sediou também etapas da DRM, duas antecessoras da DTM antiga, na qual também recebeu corridas, e a ADAC Supercup.
O circuito era presença constante nos calendários de competições com carros de turismo na Alemanha, tendo maior destaque sediando eventos da DTM entre 1989 e 1996. Após o colapso da DTM antiga, a pista ficou sem muita utilidade, tendo sediado competições menores até 1998 quando, após a conclusão do Motorsport Arena Oschersleben, foi definitivamente fechado.

## Vencedores

### DTM[3]
| Ano               | Vencedor             | Equipe                            |
| ----------------- | -------------------- | --------------------------------- |
| 1985              | Heinz-Friedrich Peil | Kissling Motorsport               |
| 1985              | Klaus Ludwig         | ABR Ringhausen Rennsport          |
| Não houve em 1986 |                      |                                   |
| 1987              | Fabien Giroix        | Alpina                            |
| Não houve em 1988 |                      |                                   |
| 1989              | Klaus Ludwig         | AMG Motorenbau GmbH               |
| 1989              | Klaus Ludwig         | AMG Motorenbau GmbH               |
| 1990              | Kurt Thiim           | AMG Motorenbau GmbH               |
| 1990              | Joachim Winkelhock   | Bigazzi M Team                    |
| 1991              | Hans-Joachim Stuck   | SMS Schmidt Motorsport            |
| 1991              | Steve Soper          | BMW M Team Bigazzi                |
| 1992              | Klaus Ludwig         | AMG Motorenbau GmbH               |
| 1992              | Klaus Ludwig         | AMG Motorenbau GmbH               |
| 1993              | Roland Asch          | BMW M Team Bigazzi                |
| 1993              | Nicola Larini        | Alfa Corse                        |
| 1994              | Klaus Ludwig         | AMG Mercedes D2 Privat Team       |
| 1994              | Bernd Schneider      | AMG Mercedes Tabac-Original Sonax |
| 1995              | Michael Bartels      | Euroteam                          |
| 1995              | Michael Bartels      | Euroteam                          |
| 1996              | Bernd Schneider      | D2 Mercedes-AMG                   |
| 1996              | Bernd Schneider      | D2 Mercedes-AMG                   |

### ADAC Supercup[4]
| Ano  | Vencedor             | Equipe                    |
| ---- | -------------------- | ------------------------- |
| 1987 | Klaus Ludwig         | Joest Porsche             |
| 1988 | Jean-Louis Schlesser | Works Sauber              |
| 1989 | Martin Donnelly      | Nissan Motorsports Europe |